# Кубок Югославии по футболу 1965/1966
Кубок маршала Тито 1965/1966 (сербохорв. Kup maršala Tita 1965/1966) — 19-й розыгрыш Кубка Югославии по футболу.

## 1/8 финала
| # | Хозяева            | Результат      | Гости                       |
| - | ------------------ | -------------- | --------------------------- |
| 1 | Алюминий Кидричево | 0:4            | Славония Осиек              |
| 2 | Бачка              | 2:3            | Вардар                      |
| 3 | Хайдук Сплит       | 0:0 (3:4 пен.) | Динамо Загреб               |
| 4 | Риека              | 3:1            | Партизан                    |
| 5 | Слобода Тузла      | 5:0            | Младост Смедеревска-Паланка |
| 6 | Сутьеска           | 3:3 (5:7 пен.) | ОФК                         |
| 7 | Трепча             | 3:1            | Црвена звезда               |
| 8 | Железничар Сараево | 0:1            | Срем                        |

## 1/4 финала
| # | Хозяева        | Результат      | Гости         |
| - | -------------- | -------------- | ------------- |
| 1 | Динамо Загреб  | 1:0            | Трепча        |
| 2 | Славония Осиек | 2:1            | Риека         |
| 3 | Срем           | 1:2            | ОФК           |
| 4 | Вардар         | 0:0 (3:4 пен.) | Слобода Тузла |

## 1/2 финала
| # | Хозяева        | Результат | Гости         |
| - | -------------- | --------- | ------------- |
| 1 | ОФК            | 2:0       | Слобода Тузла |
| 2 | Славония Осиек | 1:5       | Динамо Загреб |

## Финал
| ОФК                                                      | 6:2 | Динамо Загреб       |
| -------------------------------------------------------- | --- | ------------------- |
| Скоблар 10′, 43′ · Сантрач 17′, 36′ · Самарджич 63′, 85′ |     | Киш 29′ · Ламза 87′ |